# Péterfy Sándor Evangélikus Gimnázium, Általános Iskola, Óvoda, Alapfokú Művészeti Iskola és Kollégium
A Péterfy Sándor Evangélikus Gimnázium, Általános Iskola, Óvoda, Alapfokú Művészeti Iskola és Kollégium oktatási intézmény Győrben. Nevét Péterfy Sándor állami tanítónőképző-intézeti tanár, tanügyi író emlékére kapta.

## Története
A rendelkezésre álló iratok alapján megállapítható, hogy az evangélikus iskolai nevelés Győrben azonos időben indult el a helyi evangélikus közösség megalakulásával. Az első győri evangélikus hívek már a reformáció után közvetlenül felismertek az evangélikus elveken alapuló helyi oktatás kialakításának fontosságát.
A nevelést – Luther Márton elvei szerint – olyan tanárokra bízták, akik később evangélikus lelkészekké váltak. Mindannyian felsőoktatási intézményekben végeztek, és kiemelkedő tehetséggel rendelkeztek.

### A középkorban
A XVI. században Győr fontos végvárnak számított a törökökkel vívott harcok miatt, és a győri várban számos német nemzetiségű katona szolgált, akik evangélikus hitűek voltak. Az ő gyermekeik számára alakították meg a seregiskolát – németül Heeresschule –, amelyben a XVI. század végére már a magyar polgárok gyerekei is tanulhattak.
A győri evangélikus iskola a város középkori káptalani iskolájának örököseként jött létre. Alapításában fontos szerepet játszott Melanchton Fülöp is, aki 1542-ben három evangélikus lelkészt küldött Győrbe a német sereggel, köztük Agricola Jánost. Ők nemcsak prédikáltak, hanem tanítottak is. Az első dokumentált említés 1544-ből származik. A forrás szerint Pápáról rendszeresen átjárt és prédikált, valamint tanított Gizdavith Péter, aki már 1534-ben evangélikus lelkész és tanító volt, és Luther tanait magyar nyelven is hirdette. Később Huszár Gál is hasonló módon járt át Magyaróvárról 1555 és 1560 között.
A XVI. század végén az osztrák katonai hatóságok nem csupán eltűrték a protestantizmust, hanem a helyőrségen belül támogatták is, és katonai lelkészi állásokat is létrehoztak. A lelkészek emellett tanítói feladatokat is elláttak. A korabeli írásos források szerint 1584 és 1586 között az iskola tanítója Ammon András volt.

### A vándorló iskola időszaka
Az iskola története szoros kapcsolatban állt a helyi evangélikus közösséggel. Az ellenreformáció erősödése lehetetlenné tette az evangélikus egyházközség és az iskolai oktatás működését a várfalakon belül. Ez volt az időszak, amikor az iskola és a gyülekezet vándorlásra kényszerült.
Azonban a hívek áldozatkészségének köszönhetően templom és iskola épült Pataházán, a Mosoni-Duna északi partján, és 1614-ben Gerely György tanította a gyerekeket. Az 1645-ben megkötött linzi békét követően a belvárosi Szerecsenyfej utcában működött az iskola Aáchs (Ács) Mihály vezetésével. Azonban a megpróbáltatások nem értek véget, mivel 1671-ben ismételten elfoglalták az iskolát és az imaházat. 1696-ban viszont az újvárosi Öreg (ma Kossuth Lajos) utcában új templomot szenteltek az evangélikus hívek, és az iskola is felépült, más egyházi célú létesítmények mellett. Több lelkész és tanító szolgált itt eredményesen, ráadásul Hegyfalusi György (1692-1695) gimnáziumi szintre emelte az iskolát. Torkos András munkásságának (1699-1702) köszönhetően indult el a pietizmus kora, amely 1749-ig tartott.

### Mária Terézia korában
Mária Terézia királynő 1749-ben megtiltotta a győri evangélikus hívek számára a hitük szabad gyakorlását, így a gyülekezet ismét templom és iskola nélkül maradt. Az intézkedést azzal indokolta, hogy „Győrött csak mint véghelyen volt megengedve a protestánsok vallásgyakorlata”. Mivel a véghelyi státusz megszűnt, a Konventnek (az egyház világi vezetésének) kénytelen volt átadni templomot és iskolát egyaránt. A tanítás azonban folytatódott magánlakásokban és vidéken, a jó tanulók pedig külföldön tanultak tovább.

### A türelmi rendelet után
II. József királynak az 1781-es türelmi rendelete után ismét lehetővé vált a protestáns hívek számára a vallás szabad gyakorlása, amelynek következtében már a következő évben megszervezték a helyi evangélikus gyülekezetet. Ezzel párhuzamosan a győri evangélikus hívek templomot, iskolát, paplakot és tanítólakást kezdtek építeni.
Az új evangélikus iskola gyors fejlődésnek indult. 1785-ben már négy fiúosztály és egy lányosztály működött, majd 1790-ben egy felsőbb osztályt is szervetek, amelyben grammatikát és szintaxist (nyelvtant és mondatszerkezetet) is tanítottak a növendékeknek.
A tanintézet fejlődésében nagy szerepe volt Stelczer Dánielnek, aki már olyan tantárgyakat is oktatott, amelyek megfeleltek az algimnáziumi követelményeknek. Az alapítványa lehetőséget biztosított számos győri evangélikus fiatal számára a tanulásra.

### A XIX. században
Az evangélikus tanintézet ismételt bővítése a XIX. század elején vált szükségessé. Az építkezés 1823-tól 1824-ig tartott. 1856-ban megszűnt az algimnáziumi képzés, és az abszolutizmus időszakában kizárólag elemi iskolai tantárgyakat tanítottak az iskolában. 1861-ben azonban újraindították az algimnáziumot, és tovább növekedett az osztályok száma. Az algimnázium végül az 1883. évi XXX. törvénycikk – a középiskolai törvény kihirdetésével – befejezte működését, mivel annak további fenntartása olyan anyagi megterhelést okozott volna, amelyet a gyülekezet már nem volt képes magára vállalni. Viszont ekkor elhatározták, hogy az elemi népiskolát a lehetséges legmagasabb szintre emelik. Fadgyas Pál igazgatósága alatt szétválasztották a fiúkat a lányoktól, és mindegyik osztály külön tanítóval működött. Az iskola ebben az időben hatosztályos népiskolává fejlődött, de az V-VI. osztályosok összevont formában, míg az I-IV. osztályosok külön fiú-, illetve lányosztályban tanultak.

### A két világháború között

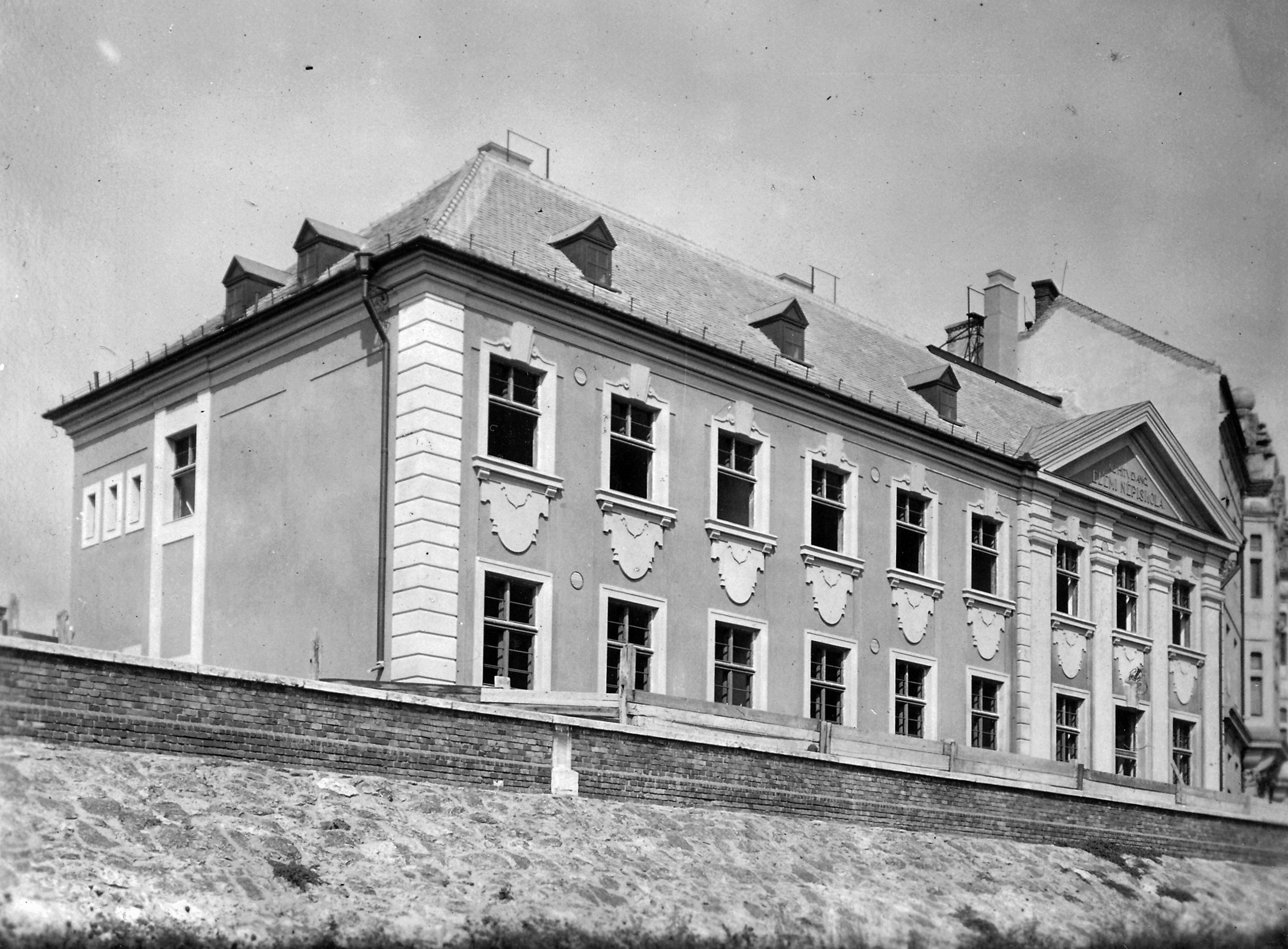
Az iskola épülete 1930-ban a Rába partjáról nézve

Az első világháborút követően az iskola tanulói létszáma jelentősen csökkent, de 1930-ra ismét elérte a háború előtti szintet, így az iskola egy néhány éves átmeneti időszakot leszámítva újra 10 osztállyal működött. A konventépület emeletén lévő két tantermet a tanulólétszám csökkenése idején lakásokká alakították, ezért amikor visszaemelkedett az osztályok száma, az iskolaépület már szűknek bizonyult. Elkerülhetetlenné vált egy új intézmény létrehozása, amely 1930-ban készült el, bár ekkor csak a tervek egy része valósult meg. Az új lányiskola épületét, tornatermével és kiszolgálóhelyiségekkel együtt, a második világháború és az azt követő államosítás miatt eddig építették meg.
A gyülekezet mindig kiemelt figyelmet fordított az iskola fejlesztésére. 1931. szeptember 1-jén a korábbi hatosztályos iskola hetedik, majd nyolcadik osztállyal bővült. Ez fontos mérföldkő volt, mivel akkoriban egész Magyarországon mindössze 3-4 nyolcévfolyamos iskola működött. Ennek következtében, amikor 1941. szeptember 1-jén elkezdték megszervezni a nyolcosztályos iskolákat, a győri evangélikus iskolában a nyolcosztályos elemi népiskola már 10 éves múlttal rendelkezett.
A központi iskola mellett a gyülekezet 1866-ban megnyitotta a szabadhegyi tagiskolát is. A tanterem vasárnaponként és ünnepnapokon a hívek lelki otthonává vált.

### Az iskola államosítása
A Győri Evangélikus Iskola működése az 1948-ban bekövetkezett államosításig zavartalan volt. A tanulócsoportok száma ekkoriban 13 volt, ebből 12 az anyaintézményben, egy pedig Szabadhegyen működött.
Az államosítást követően – a fokozatosan megjelenő tanügyi rendelkezések alapján – az iskola épületében ének-zenei általános iskolát hoztak létre, amely Bartók Béla nevét vette fel, és 1992 júniusáig működött ebben a formában. Az ének-zenei általános iskola kialakítása az államosítással átvett személyi feltételeknek köszönhetően vált lehetségessé, hiszen az iskola falai között olyan neves tanítók (később továbbképzés folytán tanárok) oktattak is korábban, mint Fodor Kálmán, Pető Kálmán és Zacher Lajos. Az iskola nevelői és oktatói munkája jelentős ismertséggel rendelkezett, számos tehetséges diákot indítottak el, akiknek életre szóló alapokat adtak.
Az iskola államosítása után az állami hatóság megbontotta a nevelőtestület egységét. Nyugdíjazások és áthelyezések révén az egyik tanévről a másikra teljes egészében lecserélték az iskola tantestületét.
A Győri Evangélikus Iskolát – amely több mint 400 évig működöt – a kommunista államhatalom felszámolta. Újraindítására 44 évet kellett várni.

### Az iskola újraindítása
A kommunista diktatúra bukása és az 1990-es első szabad parlamenti választás után az evangélikus egyház presbitériuma 1991. március 20-án kinyilvánította szándékát az evangélikus iskola újraindításával kapcsolatban. Ezt követően 1992. január 13-án – korábbi iskolájának jogutódjaként – megalapította a nyolcévfolyamos győri evangélikus iskolát, és egyúttal elkezdte annak szervezését. Miután lezajlottak az előkészítések, 1992. június 1-jén hivatalosan is kérte az iskola működésének engedélyezését a Győr Megyei Jogú Város Polgármesteri Hivatal Művelődési és Sportosztályától. Ekkorra már megszületett a jogerős határozat arról, hogy Győr Város Önkormányzata (az 1992. március 19-ei képviselő-testületi ülésén hozta ezzel kapcsolatban 27/1992./1992.III.19. Kgysz határozatát) átadja a Győr, Péterfy Sándor u. 2. szám alatti iskolaépületet, mint a korábbi volt egyházi ingatlant.
Az evangélikus egyházközség beadványára Győr Megyei Jogú Város Jegyzője a 20.774/1992. sz. határozatban engedélyezte a nyolcévfolyamos általános iskola működtetését. Az iskola épületét 1992. július 3-án vették vissza az evangélikusok, és az újraszervezett evangélikus iskola 1992. szeptember 1-jén megkezdte evangéliumi szellemű nevelői és oktatói tevékenységét.
Ekkor az óvoda már a második tanévét kezdte meg. Amikor az egyházközség elkészítette szándéknyilatkozatát, már akkor abban bíztak, hogy képesek lesznek egy egységes, keresztyén szellemiségű nevelési és oktatási szervezetet létrehozni, amely az óvodától egészen az érettségiig terjed.
A gimnáziumi tagozat megszervezésében az egyházközség presbitériumának elkötelezettsége és készsége mellett a szülők igényei is nagy szerepet játszottak. A szándék 1994. december 13-án vált valóra, amikor a presbitérium jóváhagyta a nyolcévfolyamos gimnázium alapító okiratát. Ezután gyorsan követték egymást az események.
Győr Megyei Jogú Város Polgármesteri Hivatal Oktatási Irodája a Közoktatásról szóló LXXIX. törvény 37.§-ának megfelelően az alapíró okirat és az előzetesen összeállított oktatási és nevelési program alapján 1/1995. számmal nyilvántartásba vette és engedélyezte az evangélikus iskola működését. Az új intézmény neve Győri Evangélikus Gimnázium, Általános Iskola és Óvoda lett. Felmenő jelleggel épült ki az intézmény, 2001-re épült ki teljes egészében. 25 tanulócsoportban folyik a nevelői és oktatói munka.

## Oktatás

### Képzési típusok
- Gimnázium
  - 4 évfolyamos gimnázium
    - 4 évfolyamos gimnázium természettudományi tagozat[2][3]
    - 4 évfolyamos általános tantervű gimnázium[2][3]
    - 4 évfolyamos gimnázium angol-német idegen nyelvi tagozat[2][3]

  - 8 évfolyamos gimnázium[2][3]
- Általános iskola[4]
- Óvoda[5]
- Alapfokú Művészeti Intézet[6]

### A felvételi rendje
A gimnáziumi osztályokba azok indulása előtt (a 8 évfolyamos gimnáziumi képzéshez negyedik osztályosok tanulóknak, míg a 4 évfolyamos gimnáziumi képzésekhez nyolcadik osztályos tanulóknak) a rendes felvételi eljárás keretében szerveznek felvételi vizsgát.